# Bronsbandfly
Bronsbandfly, Noctua tertia, är en fjärilsart som beskrevs av Erik von Mentzer, Arne Moberg och Mikael Fibiger 1991. Bronsbandfly ingår i släktet Noctua och familjen nattflyn, Noctuidae. Arten är i Sverige än så länge endast funnen i Skåne och på Gotland. Arten är ännu inte funnen i övriga Norden. Artens livsmiljö är lövskogar. 
Inga underarter finns listade i LepIndex, NHM.
Bronsbandfly är svårt att skilja från de närbesläktade gråviolett bandfly och brunviolett bandfly. De tre arterna kan bara skiljas åt genom att lägga samman flera olika karaktärer och hänsyn behöver tas till kön, tid på året och geografisk plats. Preparering och undersökning av genitalier är ofta nödvändigt för artbestämning av dessa arter.